# Henri-François des Herbiers, Marquis de l’Estenduère

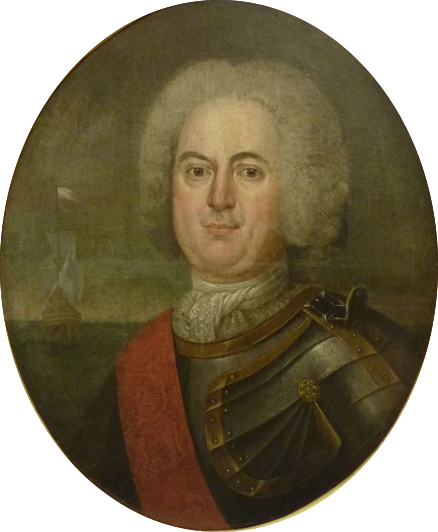
Henri-François des Herbiers, Marquis de L’Estenduère.

Henri-François des Herbiers, Marquis de L’Estenduère (* 6. Juni 1682 in Angers; † 26. März 1750 in Rochefort), war ein Offizier der französischen Marine und Aristokrat des 17. und 18. Jahrhunderts.
Geboren in einer Adelsfamilie aus Poitou, begann er seine Navigationsausbildung bei seinem Onkel und trat sehr jung der französischen Marine bei. Er war Teilnehmer verschiedener Kriege, zeitweise Kaperfahrer und unternahm in den 1720er Jahren kartographische Missionen an den Küsten Neufrankreichs.
Am 25. Oktober 1747 vollbrachte er seine größte Waffenleistung in der Zweiten Seeschlacht am Kap Finisterre. Er hatte den Auftrag übernommen, einen Handelskonvoi mit acht Begleitschiffen zu den Antillen zu eskortieren. Dieser wurde vom britischen Konteradmiral Hawke mit 14 Schiffen angegriffen und überstand über sieben Stunden erbitterte Kämpfe. Sechs der französischen Begleitschiffe wurden gekapert, der Konvoi jedoch fast vollständig gerettet. Estenduère entkam der Gefangennahme, während sein Schiff, Le Tonnant (80 Kanonen), schwer beschädigt und teilweise entmastet wurde. Sein Stellvertreter, der Marquis de Vaudreuil auf der Intrépide (74 Kanonen) kam ihm zu Hilfe, nahm sein Schiff in Schlepp und erreichte im Schutz der Dunkelheit Brest. Er beendete seine Karriere im Rang eines Chef d’escadre (Konteradmiral).

## Biographie

### Herkunft und Familie
Henri-François des Herbiers entstammt dem Haus Herbiers, einer alten Adelsfamilie aus Poitou und Aunis, deren Ursprünge bis ins 11. Jahrhundert zurückreichen. Ein Almeric Desherbiers hatte eine angesehene Stellung am Hof von König Philipp I. inne, sein Sohn, Geoffroi Desherbiers, begleitete Wilhelm IX. von Aquitanien auf den Kreuzzug von 1101 ins Heilige Land. Ihre Nachkommen dienten dem Königreich Frankreich sowohl zur See als auch an Land. Jean Desherbiers, Ritter und Herr von Estenduère, fiel 1356 in der Schlacht von Poitiers. Mehrere Herren von Estenduère traten dem Orden des Heiligen Johannes von Jerusalem bei. Die Familie war mit den Familien Sourdis, du Chaffault und de La Roche-Saint-André verwandt. Herbiers Vater, Henri Auguste des Herbiers, Herr von L'Estenduère, war capitaine de vaisseau (Schiffskapitän) der Königlichen Marine. Als Ritter des Ordre royal et militaire de Saint-Louis zeichnete er sich im Holländischen Krieg mehrfach aus.

### Frühes Leben und Pfälzischer Erbfolgekrieg
Henri-François des Herbiers wurde am 6. Juni 1682 in Angers geboren. Seine Eltern ermöglichten ihm die für seine Herkunft typische Ausbildung mit Privatlehrern. Sein Onkel Armand des Herbiers, Kapitän und Kommandant der Téméraire erkannte in ihm allerdings die Eignung für eine militärische Laufbahn, nahm ihn an Bord seines Schiffes und erteilte ihm Unterricht in Navigation.

#### Die Schlacht von Lagos (1693)

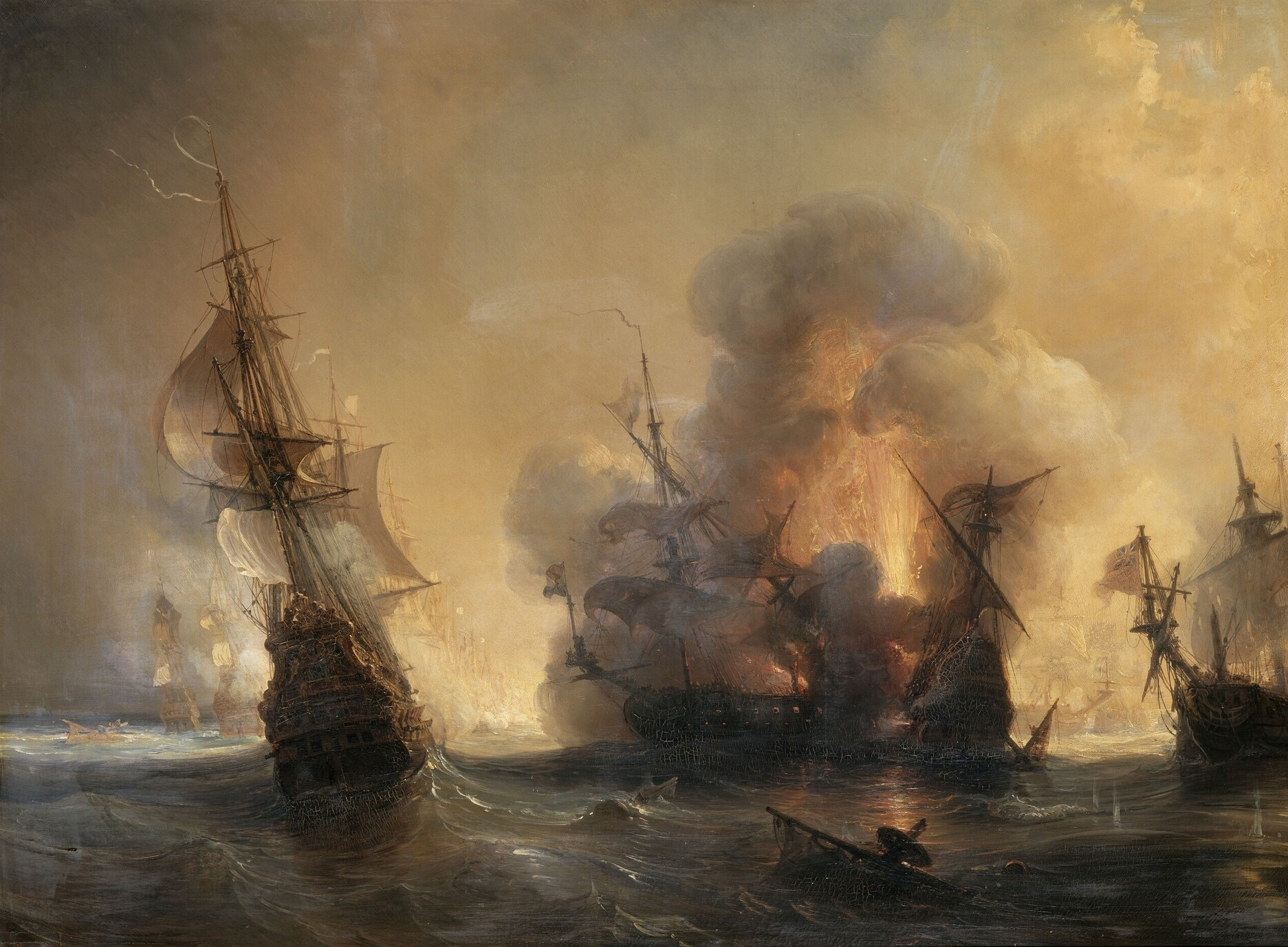
Schlacht von Lagos vor der Küste Portugals, Öl auf Leinwand von Jean Antoine Théodore Gudin.

Herbiers diente hiernach unter Montbault, dem spätere Kommandanten der Téméraire, als dieser den Befehl erhielt, sich dem Geschwader unter Marschall Tourville im Mittelmeer anzuschließen, um einen britisch-niederländischen Konvoi nach Smyrna abzufangen, der mit immensen Reichtümern beladen war. Der junge Estenduère wurde Zeuge dieser Seeschlacht, die Tourville für sich entscheiden konnte und bei der 70 bis 100 gegnerische Handelsschiffe zerstört wurden. Er beobachtete Tourvilles Vorgehen während der Kämpfe genau.
Im folgenden Jahr diente er erneut unter Montbault als Matrose auf der Le Bizarre, wo er wiederum Gelegenheit hatte, die Grundlagen der Seemannschaft zu erlernen.

### Karriere in der französischen Marine
Schließlich meldete sein Onkel Estenduère 1697, also im Alter von 14 Jahren, zu den Gardemarins. Er ging an Bord des Schiffes L’Emporté unter dem Kommando von Monsieur de Belle-Isle Erard und war im Folgejahr, auf Le Faucon tätig, das von seinem Onkel kommandiert wurde. Kurz darauf wurde Estenduère bereits zum aide-d’artillerie ernannt.

#### Im Spanischen Erbfolgekrieg (1701–1714)
1703 wurde er in das Département Port-Louis entsandt, wo er mit der Bestückung der Küstenbatterien betraut war.
Zu dieser Zeit verbündeten sich verschiedene Mächte Europas gegen Ludwig XIV., um ihn daran zu hindern, seinen Enkel, den Herzog von Anjou, auf den spanischen Thron zu setzen. England und die Niederlande entsandten eine große Flotte zum Angriff auf die spanische Küste. Ludwig XIV. ordnete den Bau von Schiffen in den Häfen des Mittelmeers und des Atlantiks an und ernannte seinen legitimen Sohn, den Grafen von Toulouse, zum Großadmiral von Frankreich. Weiterhin ernannte er Marschall de Cœuvres zu seinem Untergebenen und wies ihn an, die Leitung aller Operationen des Feldzugs zu übernehmen. Am 16. Mai 1704 verließ ein Verband den Hafen von Brest, um sich dem im Mittelmeer stationierten Geschwader von Toulon anzuschließen. Estenduère, der 1703 zum Fähnrich ernannt worden war, diente auf der Fregatte La Prohibition unter dem Kommando von Monsieur de Puligny. Anschließend wechselte er auf Le Gaillard unter dem Kommando des Chevalier d’Osmond. Estenduère gelang es, die Wertschätzung dieses Offiziers zu gewinnen, obwohl dieser als kritischer Vorgesetzter bekannt war. Als Le Saint-Michel unter dem Kommando von de Riberet in Seenot geriet, wurde Estenduère mit der Rettung beauftragte. Er zögerte nicht und setzte mit einem Boot zu dem Schiff über, um dort das Kommando zu übernehmen. Tatsächlich gelang die Rettung und Estenduère wurde zum lieutenant de vaisseau (Leutnant zur See) ernannt.

#### Schlacht von Vélez-Málaga (24. August 1704)

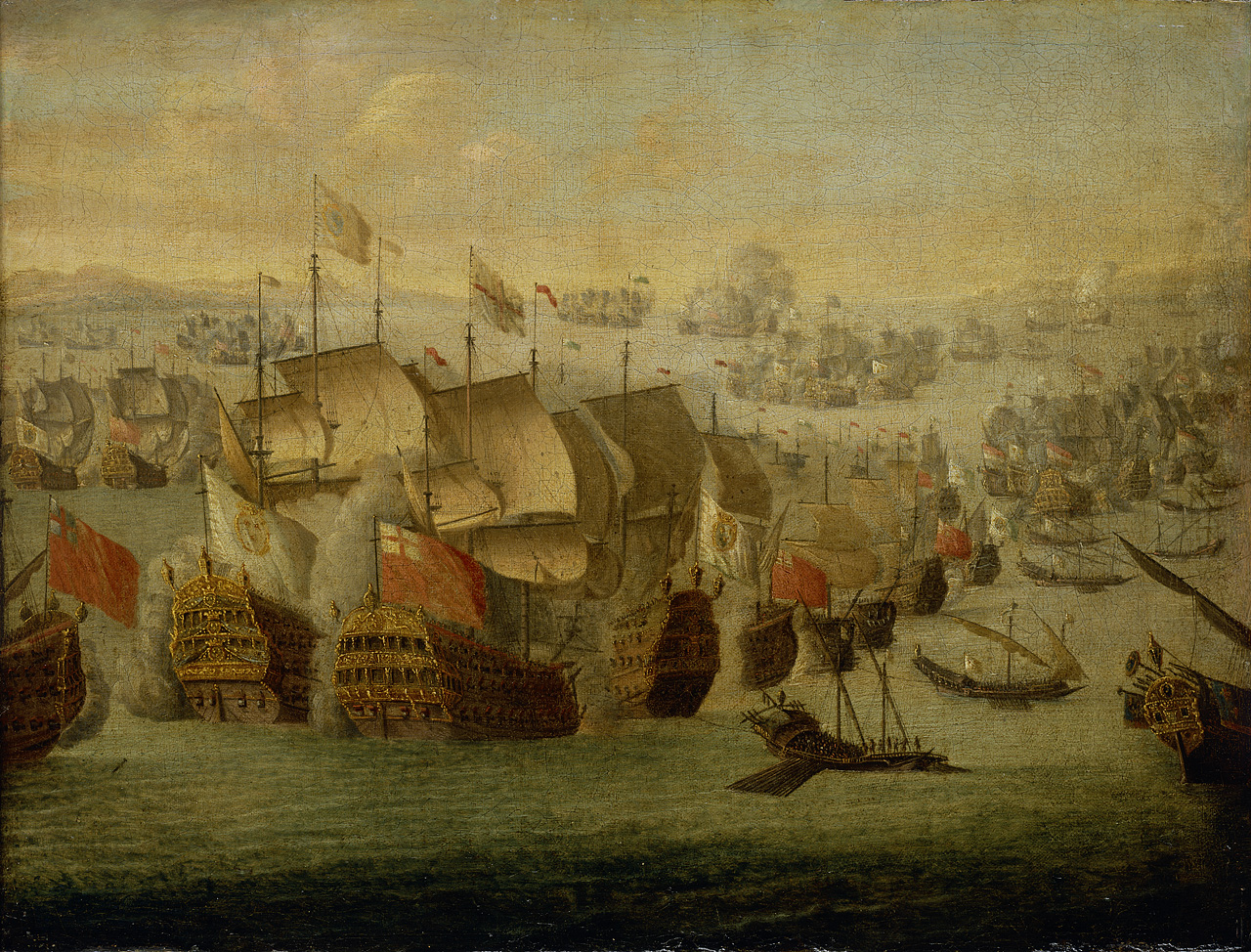
Die Schlacht von Vélez-Málaga, 24. August 1704.

In der Schlacht bei Vélez-Málaga am 24. August 1704 wurde L’Estenduère durch einen Bombensplitter am Kopf verletzt, wodurch sein Kiefer zertrümmert wurde. Diese Schlacht war die letzte bedeutende Seeschlacht unter Ludwig XIV.
Noch im gleichen Jahr belagerte die Flotte des mit Frankreich verbündeten spanischen Königs Philipp V. Gibraltar, das kurz zuvor, im August 1704, von den Briten eingenommen worden war. Der Marquis de Châteaurenault erhielt das Kommando über das französische Kontingent von vierzehn Schiffen, sowie den Befehl, mit den Schiffen im Hafen vor Anker zu gehen, um die Belagerer mit Artilleriefeuer zu unterstützen.
Jean-Bernard de Pointis kommandierte bei der Unternehmung die Fregatte L’Étoile. Estenduère, obwohl noch nicht von seiner Verwundung genesen, bat darum, auf dem Schiff Dienst tun zu dürfen. Als Pierre Gabaret, der Kommandant der Le Sévissant, verwundet wurde, übernahm De Pointis das Kommando über das Schiff und übertrug Estenduère das Kommando über L’Étoile, wobei er ihn mehreren ranghöheren Offizieren vorzog.

#### Schlacht von Marbella (21. März 1705)
Nach der Schlacht von Vélez-Málaga hatte Admiral Rooke das Mittelmeer verlassen. Ein starkes Geschwader der Royal Navy blieb allerdings zur Sicherung Gibraltars unter dem Kommando von Konteradmiral John Leake vor Ort. Zunächst mussten diese Schiffe allerdings in Lissabon instandgesetzt werden.
Châteaurenault setzte unterdessen die Belagerung fort und hoffte, Gibraltar bald einnehmen zu können. Er brachte eine große Anzahl von Schaluppen mit, um den neuen Pier anzugreifen. Leake hatte seine Schiffe jedoch bereits reparieren lassen können und verlies Lissabon. Er wurde durch mehrere niederländische und portugiesische Schiffe verstärkt, die im Tejo Zuflucht gesucht hatten, und verfügte nun über 23 Linienschiffe. Begünstigt durch einen Nebel, der ihn aus einiger Entfernung von der Küste nicht sichtbar machte, erreichte er die Einfahrt zur Bucht von Gibraltar, wo er nur fünf französische Schiffe vorfand. Als Pointis unerwartet das feindliche Geschwader sah, ließ er die Ankertaue kappen und schaffte es, Gibraltar zu umrunden. Die Besatzungen waren jedoch durch Krankheiten geschwächt. Die Abteilungen, die er für die Belagerung einsetzten wollte, und seine Schiffe, die ebenfalls reparaturbedürftig waren, wurden nach zweistündiger Verfolgung eingeholt. Das erste französische Schiff leistete wenig Widerstand. Die anderen vier verteidigten sich energisch. De Pointis, de Lauthier und Estenduère schafften es, durch die feindliche Flotte zu segeln, setzen ihre Schiffe vor Marbella, westlich von Málaga, auf Grund und steckten sie in Brand. Diese Niederlage hätte vermieden werden können, wenn de Pointis vorsorglich einige leichte Schiffe vor Kap Saint Vincent stationiert hätte, um von den Feindbewegungen gewarnt zu sein.

#### Tod seines Bruders
Kurz nach diesem Ereignis erkrankte de Estenduère schwer an den Folgen einer Verwundung, die er sich in der Schlacht von Vélez-Málaga zugezogen hatte, auch, weil er keine ausreichende medizinische Versorgung in Anspruch genommen hatte und stattdessen im Einsatz verblieben war. Seine Familie befürchtete zeitweise seinen Tod, doch er erholte sich schließlich, litt jedoch zeitlebens unter Kopfschmerzen. Nach seiner Genesung erfuhr er vom Tod seines Bruders Antoine Benjamin des Herbiers d’Ardelay, Ritter des Malteserordens und Gardemarin, dessen Kopf von einer Kanonenkugel abgetrennt worden war, als er als Artillerieoffizier bei der Belagerung von Gibraltar eingesetzt war.

#### Belagerung von Barcelona
Ludwig XIV. unterstützte weiterhin seinen Enkel Philipp V. auf dem spanischen Thron. Als er erfuhr, dass Barcelona belagert wurde, ließ er in Toulon eine Flotte ausrüsten; das Kommando hatten erneut der Graf von Toulouse und Marschall Cœuvres. Sie trafen schnell vor Ort ein und blockierten den Hafen. Estenduère diente bei dieser Unternehmung als Leutnant auf der L’Arragon erneut unter dem Kommando seines Onkels Armand des Herbiers. Inzwischen schickten Engländer und Holländer ein Geschwader unter von John Leake an der spanischen Küste entlang nordwärts. Als die Franzosen dies erfuhren, schickte der Graf von Toulouse ihnen einige Schiffe zur Aufklärung entgegen. L’Arragon war eines dieser Schiffe, traf auf die feindliche Flotte und wurde gekapert. Estenduère wurde gefangen genommen, konnte allerdings flüchten und sich erneut der französischen Flotte anschließen. In der Folge musste die französische Flotte die Blockade Barcelonas aufgeben.

#### Kaperkrieg
Da Ludwig XIV. finanzielle Mittel nicht ausreichten, um seinen Gegnern wirksam direkt entgegenzutreten, rüstete er kleinere Geschwader für den Kaperkrieg aus. 1706 wurde L’Estenduère dem Verband des Chevalier d’Augiers zugeteilt und war auf dem Schiff L’Achille unter dem Kommando von de Lupé eingesetzt. Der Verband operierte vor der afrikanischen Atlantikküste, um auf niederländische Schiffe auf dem Weg nach Ostindien warteten. In der Folge gelang es dem Verband, mehrere niederländische Schiffe, sowie vor St. Helena zwei englische Schiffe auf ihrer Rückkehr aus Indien zu kapern. De Lupé starb während der Unternehmung und Augiers übergab das Kommando über die L’Achille an Estenduère, wobei er ihn wiederum mehreren rangälteren Offizieren vorzog.
1707 und 1708 diente nacheinander unter mehreren Chef d’escadre (Konteradmiral) bei Eskortmissionen spanischer Galeonen.

#### Schlacht von Lizard Point

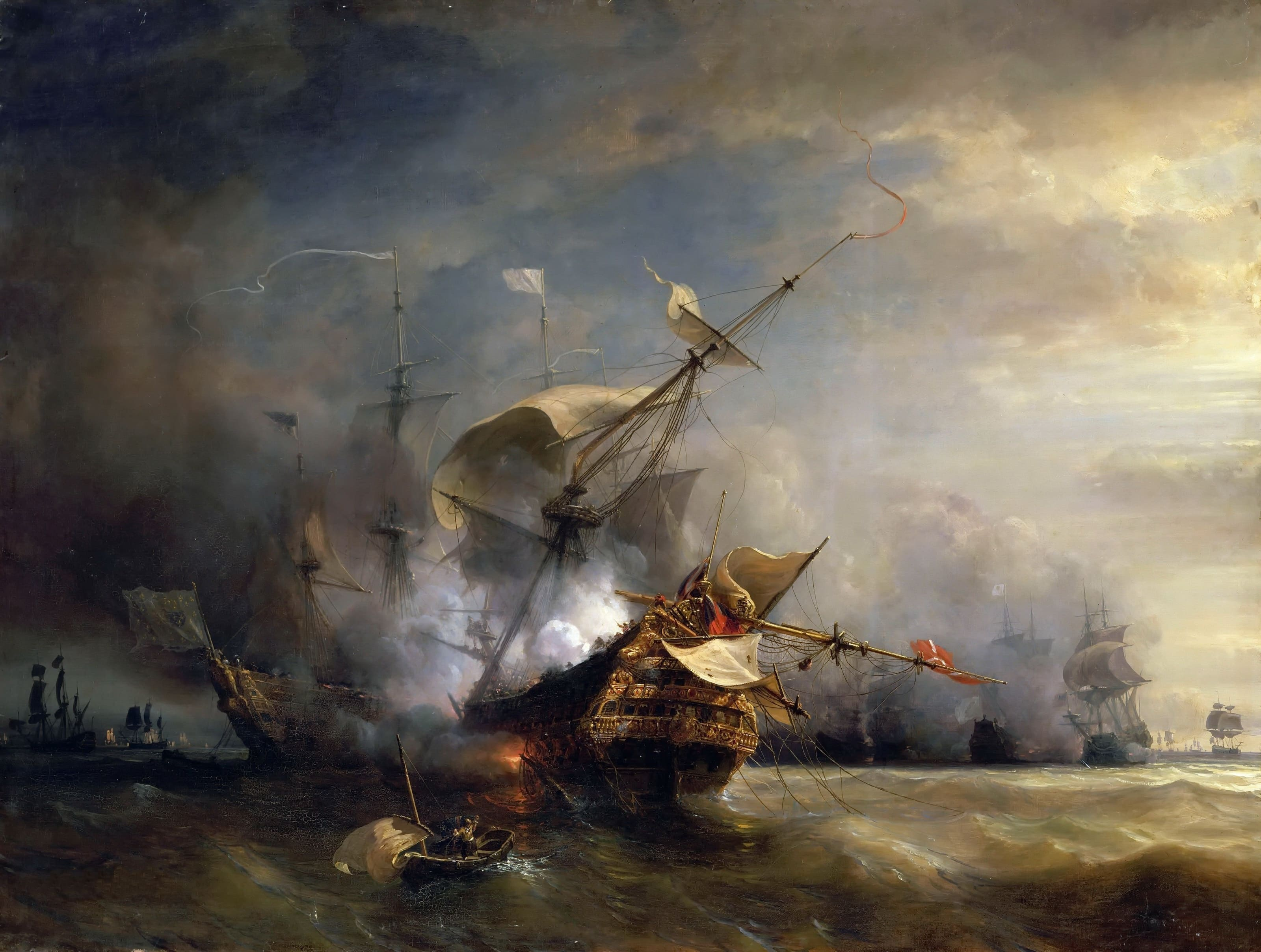
Schlacht von Lizard Point, Öl auf Leinwand von Jean Antoine Théodore Gudin.

1707 war L’Estenduère unter den Offizieren, die Duguay-Trouin für sein kleines Geschwader auswählte, dass einen britischen Konvoi nach Portugal abfangen sollte. In der Folge nahm er als stellvertretender Kommandant der Achille am Seegefecht bei Lizard Point teil, das Duguay-Trouin für Frankreich entscheiden konnte, obwohl die Transportschiffe letztlich entkommen konnten, was einen größeren Sieg verhinderte.
1710 starb L’Estenduères Onkel, unter dem er in seinen frühen Jahren gedient hatte. Dessen zehnjähriger Sohn wurde daraufhin on ihm aufgenommen und in seinem Werdegang gefördert.
Im selben Jahr erhielt er den Befehl, auf der Élisabeth einzuschiffen und den Marineminister Pontchartrain nach Martinique zu eskortieren.

#### Missionen nach Ostindien
Zwischen 1711 und 1716 nahm Estenduère an einer Mission nach Ostindien teil, bei der er hydrografische Vermessungen durchführte. 1720 beauftragte ihn Pontchartrain mit der Ausrüstung der Fregatte La Vénus und übertrug ihm das Kommando. In der Folge begleitete er Guymont du Coudray erneut dorthin. Während dieser Reise kartierte Estenduère die Küsten und Häfen auf der Reiseroute und fügte nützliche Hinweise für die Expeditionen hinzu, die das Königreich Frankreich im Kriegsfall in diesem Land unternehmen könnte.

#### Erkundungsreisen und Kartierung in Neufrankreich
1721 kommandierte er die Flûte Portefaix mit dem Ziel Île Royale, der heutigen Kap-Breton-Insel, am Eingang zum Sankt-Lorenz-Golf. Im Jahr darauf kommandierte er die Flûte Dromadaire auf einer weiteren Reise nach Amerika. Wiederum kartographierte er die Küstenlinien bei dieser Gelegenheit. 1725 segelte er erneut mit der Dromadaire und unternahm eine dritte Reise zur Île Royale.
1727 erhielt er durch Fürsprache des Grafen von Toulouse endlich durch den Marineminister Maurepas den lang ersehnten Rang eines capitaine de vaisseau (Kapitän zur See). Estenduère litt zu dieser Zeit an Nierensteinen. Obwohl gesundheitlich noch nicht wieder hergestellt wurde, übernahm er somit erst 1730 eine neue Aufgabe. Auf der Héros ging er erneut nach Kanada Während dieser Reise führte er wiederum hydrografische Vermessungen der Küsten und des Sankt-Lorenz-Stroms durch und zeichnete eine Karte davon. Auch 1733 war er erneut vor Ort.
Nachdem die französische Flotte nur geringfügig im Polnischen Erbfolgekrieg beteiligt war, ernannte Ludwig XV. Estenduère 1736 zum Generalkommissar der Artillerie für das Département Rochefort. Er trat diesen Dienst zusammen mit seinem 13-jährigen Sohn François des Herbiers an.

#### War of Jenkins’ Ear (1739–1748)
1739 machte ein Streit zwischen Großbritannien und Spanien über die Handelsfreiheit zwischen Europa und den amerikanischen Siedlungen sowie über den Sklavenhandel einen neuen Konflikt, der als War of Jenkins’ Ear (deutsch: Krieg um Jenkins’ Ohr) bezeichnet wurde, unvermeidlich.
Ludwig XV. wollte eigentlich keinen weiteren Krieg führen, hielt es jedoch trotzdem für notwendig, Spanien zu Hilfe zu kommen und Großbritanniens Vormarsch, dessen Ziel die Eroberung ganz Amerikas war, entgegenzutreten. Der Marquis d’Antin, Vizeadmiral der Flotte du Ponant mit Sitz in Brest, erhielt den Auftrag, dafür ein Geschwader von 22 Linienschiffen auszurüsten. Estenduère erhielt das Kommando über die Mercure, ein 50-Kanonen-Schiff dieses Verbandes. Sein Schwiegersohn und sein damals 15-jähriger Sohn François des Herbiers begleiteten ihn auf dieser Einsatzfahrt.
Das Geschwader stach im Mai 1740 von Brest aus in See. In der Folge entsandte der Marquis d’Antin die Le Mercure mit drei weiteren Schiffen zunächst nach Martinique, um die Insel für den Fall eines englischen Angriffs in Verteidigungsbereitschaft zu versetzen. Das Kommando hatte der Chevalier de l’Espinay. Durch einen Sturm schwer beschädigt erreichte die Gruppe Martinique, um sich danach in Saint-Domingue dem Geschwader wieder anzuschließen. Bei einem weiteren Einsatz geriet die Mercure in ein Gefecht mit britischen Schiffen, obwohl noch keine Kriegserklärung vorlag. Anschließend kehrte Estenduère nach Frankreich zurück. Das Verhalten von Estenduère während dieses Feldzugs brachte ihm eine Pension von 1.500 Livres ein.

#### Österreichischer Erbfolgekrieg (1740–1748)

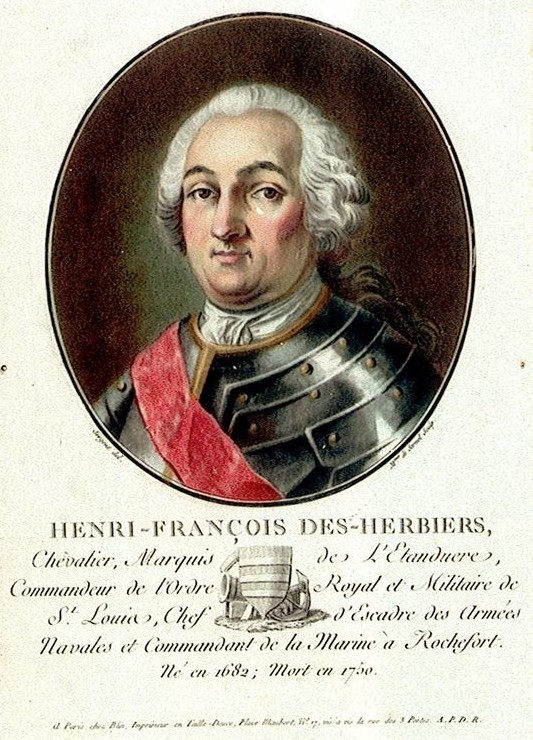
Henri-François des Herbiers, Marquis de l’Estenduère

1742 wurde Estenduère zum Kommandeur des in Dünkirchen aufgestellten Marineartilleriekorps. Da er hiermit das Recht erworben hatte, sich Untergebene selbst aussuchen zu dürfen, dienten wiederum sein Sohn und sein Schwiegersohn ebenfalls in dieser Einheit.
Das Korps wurde bei der Belagerung von Veurne unter Adrien-Maurice de Noailles gemeinsam mit der Artillerie der Landtruppen eingesetzt, konnte sich bewähren und wurde während dieses Krieges bei mehreren anderen Belagerungen eingesetzt. Durch die Fürsprache des Marschall de Noailles wurde Estenduères zum Chef d’escadre (Konteradmiral) befördert.
1745 führte Estenduère von Brest aus eine weitere Einsatzfahrt nach Amerika aus, um Saint-Domingue zu versorgen. Er erkrankte dort, konnte aber nach Frankreich zurückkehren. Im Folgejahr war er mit Küsteninspektionen an den Küsten der Saintonge, des Aunis und des Poitou für den Fall eines feindlichen Angriffs beschäftigt.
Als der Marineminister erfuhr, dass es in den Kolonien an Nahrungsmitteln mangelte, ließ er 1747 252 Schiffe mit allen notwendigen Vorräten beladen. Da man jedoch befürchtete, dass diese Flotte gekapert werden könnte, beschloss der Hof, eine Gruppe von Begleitschiffen für den Schutz abzustellen. Für die Führung dieses Konvois wurde Estenduère abgestellt, der als Eskorte acht Linienschiffe und eine Fregatte zur Verfügung hatte.

#### Schlacht am Kap Finisterre (Oktober 1747)

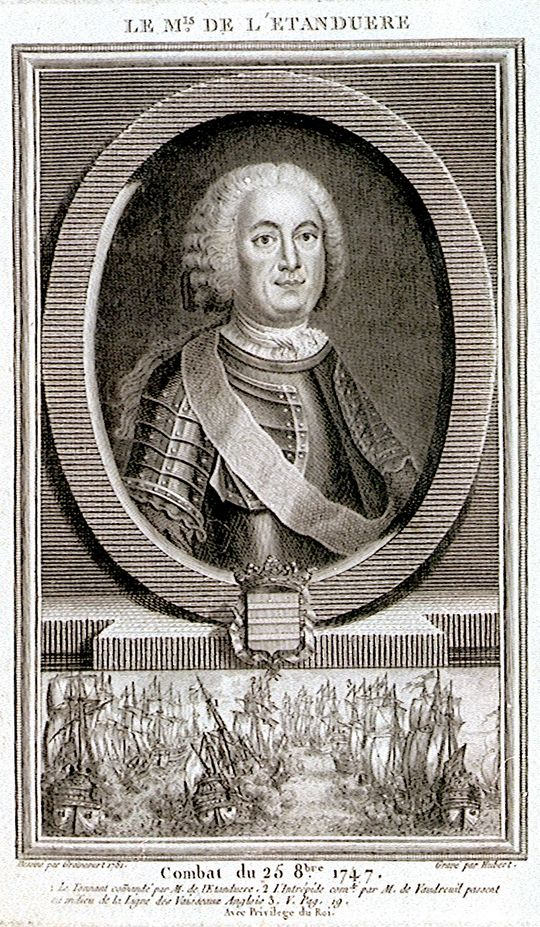
Der Marquis de l’Estenduère mit einer Darstellung der Schlacht am Kap Finisterre.

Nachdem alle Vorbereitungen getroffen waren, verließ Estenduère am 17. Oktober 1747 den Hafen von Chef du Bois vor La Rochelle. Er teilte das Geschwader in zwei Linien auf: eine aus Kriegsschiffen unter der Führung Linienschiffes Le Tonnant (80 Kanonen), die er selbst befehligte; die andere aus sieben bewaffneten Handelsschiffen und dem Schiff Le Confiant. Den Raum zwischen den beiden Linien füllten die verbleibenden 145 Handelsschiffe. Jede Linie war etwa drei Meilen lang. Die Kriegsschiffe sollten die Handelsflotte stets innerhalb von zwei bis drei Kabellängen decken.
Estenduère steuerte nördlich von Rochebonne, um dem Feind auszuweichen, der auf Kap Finisterre und Kap Ortegal zusteuerte. Der Wind war günstig und er rückte schnell vor. Am 21. Oktober sichteten zwei englische Schiffe die französische Flotte und informierten Konteradmiral Hawke, der ein englisches Geschwader von 23 Linienschiffen befehligte.
Im Morgengrauen des 27. Oktober bemerkte Estenduère, dass einige der Transportschiffe aufgrund fehlerhafter Manöver in der Nacht mehr als drei Meilen entfernt waren. Er verlangsamte die Fahrt, um auf sie zu warten. Kurz darauf tauchten in der Ferne mehrere weitere Schiffe auf. Er glaubte erneut, diese Schiffe gehörten zur Handelsflotte, doch er erkannte, dass es sich tatsächlich um das englische Geschwader handelte. Er signalisierte den Handelsschiffen, ihre Segel zu setzen und in Lee zu fahren. Gleichzeitig gab er den Eskortschiffen das Zeichen, eine Linie zu bilden und sich zum Gefecht bereit zu machen, damit der Feind seine Kräfte auf sie konzentrierte und die Handelsschiffe Zeit zur Flucht hätten.
Sobald die Engländer in Schussweite ihrer Kanonen waren, gab Estenduère das Signal zum Gefecht. Die Tonnant als Führungsschiff wurde in der Folge gleichzeitig von vier englischen Schiffen angegriffen und war einem entsprechend heftigen Beschuss ausgesetzt. Sobald Estenduère ein britisches Schiff abwehren konnte, wurde es sofort durch ein anderes ersetzt, das den Angriff fortsetzte. Le Tonnant kämpfte somit nacheinander gegen dreizehn oder vierzehn Schiffe und stand oft allein gegen fünf. Ihr Brammast, ihre beiden Rahen und das Großmarssegel wurden weggeschossen. Die Fockmastrah fiel auf Deck, der Großmast erhielt drei Kanonenkugeltreffer und drohte nachzugeben. Fast alle Wanten und das Vorstag waren durchtrennt, alle anderen Masten waren getroffen, auch die Fockwanten waren zerschnitten. Von den zerrissenen Segeln hingen nur noch Fetzen an den Rahen. Mehrere Kanonen der ersten Batterie waren funktionsunfähig, und in der zweiten Batterie befanden sich mehrere im Wasser. Schließlich bedrohten die in alle Richtungen geneigten Masten die Stabilität des Schiffes.

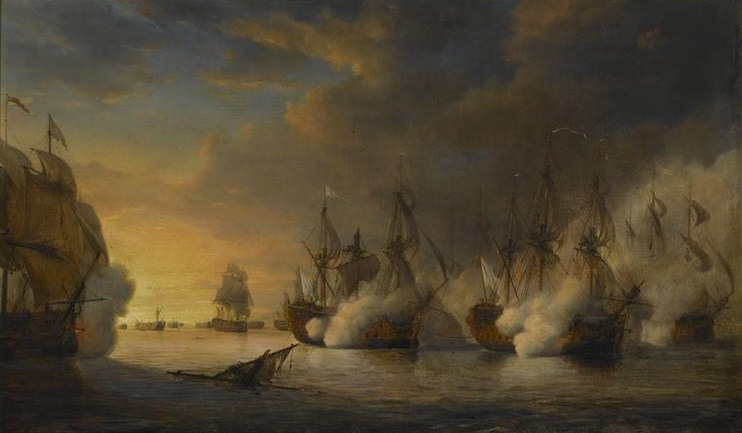
„Gefecht der Intrépide, die der Tonnant zu Hilfe eilt“, Öl auf Leinwand von Pierre-Julien Gilbert, Palais du Luxembourg, Paris (1836).

Die Lage der Tonnant war zu diesem Zeitpunkt kritisch. Umgeben von feindlichen Schiffen, gelang es aber dennoch, die britischen Schiffe auf Abstand zu halten. Allerdings war die Kampfkraft der Besatzung und des Schiffes erschöpft – die Niederlage schien unvermeidlich und die Briten erwarteten Estenduères Kapitulation. Rigaud de Vaudreuil, der Kommandant der Intrépide, stand in Begleitung der Schiffe Le Terrible, kommandiert vom Comte du Guay, und Le Trident, kommandiert vom Marquis d’Amblimont eine halbe Meile voraus. Sie stellten sich dem Rest des feindlichen Geschwaders entgegen. Vaudreuil erkannte die Gefahr, in der Estenduère war, und eilte ihm zu Hilfe. Er drehte ab, fuhr mitten durch die feindlichen Schiffe, vertrieb sie durch sein Artilleriefeuer und gelangte in die Nähe der Tonnant. Die Briten, ihrerseits ebenso erschöpft vom Kampf und durch das Vorgehen der Franzosen überrascht, zogen sich zurück und gaben den Franzosen Zeit zum Durchatmen und zur provisorischen Reparatur ihrer Schiffe. Der englische Admiral Hawke, wütend darüber, dass ihm seine fast sichere Beute entwischt war, nahm den Angriff mit sechs Schiffen wieder auf. Dieser letzte Angriff dauerte mehr als eine halbe Stunde, doch er erkannte, dass seine Bemühungen weiterhin vergeblich waren: Seine Decks waren mit Toten bedeckt, seine Besatzungen schwanden, und er musste sich schließlich zurückziehen. Estenduère und Vaudreuil nutzten diese Atempause und die hereinbrechende Nacht zum Rückzug. Estenduères Schiff, das sich nun außerhalb der Reichweite der Engländer befand, wurde von L’Intrépide unter dem Kommando von Vaudreuil in Schlepp genommen und erreichte so den Hafen von Brest.
Die Zahl der Toten und Verwundeten auf dem Flaggschiff war für eine Schlacht, die mehr als sieben Stunden gedauert hatte, gering. Die Besatzung von Le Tonnant zählte nur 23 Tote, darunter ein Offizier und 80 Verwundete. Estenduère selbst erlitt Verletzungen durch Holzsplitter im rechten Arm und im Bein, der Comte du Chaffault, der damalige stellvertretende Kapitän und Flaggleutnant, wurde im Gesicht verwundet; ebenso erlitten vier weitere Offiziere Verwundungen. Latouche-Tréville, Major d’Escadre unter Estenduère, zeichnete sich in dieser Schlacht besonders aus, auch er wurde am Kopf verwundet.
Es gab also durchaus Verluste auf französischer Seite, fast die gesamte Handelsflotte konnte aber letztlich nach erbittertem Kampf gerettet werden.
Pierre André de Suffren, späterer Admiral und großer französischer Seeheld, der an Bord der Le Monarque (74 Kanonen) an der Schlacht teilnahm, berichtete später mit Vergnügen in allen Einzelheiten von dieser Waffenleistung, die er als eine der glorreichsten betrachtete, die jemals zur See ausgefochten wurde.

## Rückkehr nach Frankreich und Tod

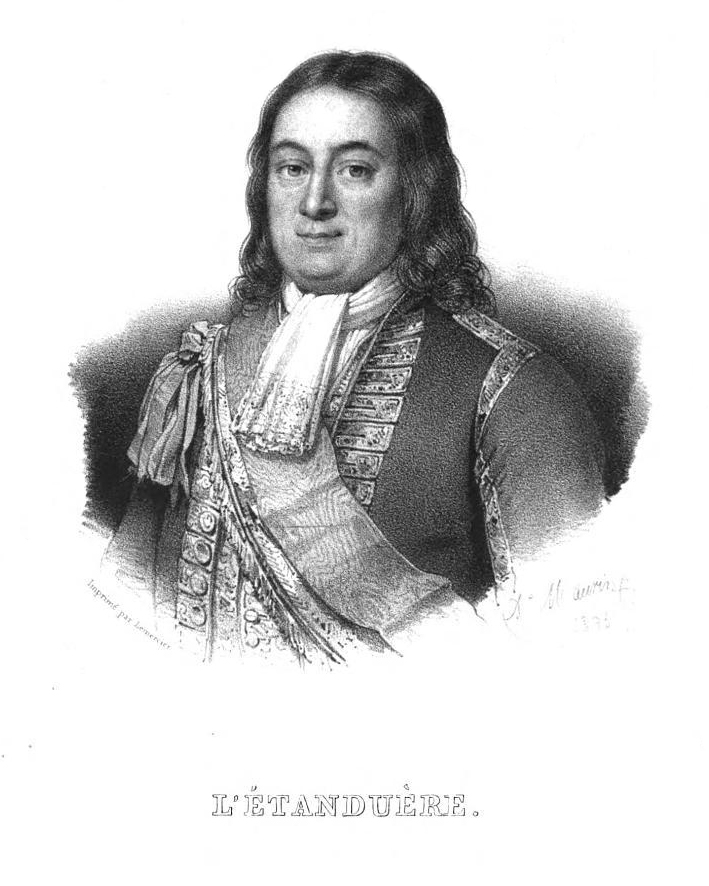
Porträt des Marquis de L’Estenduère (Stich aus dem 19. Jahrhundert)

Nach seiner Rückkehr nach Frankreich wurde der Marquis de l’Estenduère zum Kommandanten der Marine (Commandant de la Marine) im Département Rochefort ernannt und erhielt das rote Kommandeurs-Band des Ordre royal et militaire de Saint-Louis und der König gewährte ihm eine Pension von 2000 Livres. Doch diese Ehre blieb ihm nicht lange. Sein Sohn, der an Bord der Tonnant in der Schlacht am Kap Finisterre an seiner Seite gedient hatte, starb im April 1749. Nachdem er diesen Verlust offenbar nicht verwinden konnte, starb Estenduère im März 1750 im Alter von 68 Jahren.

## Urteil seines Biographen
In seinem Werk Les Fastes de la Marine françoise (1787) zeichnet der Historiker und Biograph Adrien Richer ein positives Porträt des Marquis de l’Estenduère:

« À une connaissance parfaite de la manœuvre, il joignait une activité et un courage toujours guidés par la prudence : il savait braver le danger, et l’éviter, selon les conjonctures où il se trouvait. Il donnait aux officiers qui servaient sous lui des ordres toujours justes et précis ; semblait se multiplier, et être partout en même temps. Son, exemple excitait les officiers, les soldats et les matelots. Chacun se serait fait un reproche de ne pas imiter un général qui, sans cesse, exposait sa vie pour conserver la leur. M. de l’Estenduère, terrible dans les combats, était doux et affable dans la société : il partageait sa tendresse entre sa femme et ses enfants, et les rendait tous heureux. »

„Mit perfekter Kenntnis der Manöver verband er Aktivität und Mut, stets geleitet von Umsicht: Er verstand es, Gefahren je nach den Umständen zu trotzen und zu vermeiden. Er gab seinen unter ihm dienenden Offizieren stets gerechte und präzise Befehle; er schien sich zu vervielfältigen und überall gleichzeitig zu sein. Sein Beispiel begeisterte Offiziere, Soldaten und Matrosen. Jeder hätte sich Vorwürfe gemacht, einem General nicht nachzueifern, der ständig sein Leben riskierte, um ihres zu retten. M. de l’Estenduère, beeindruckend im Kampf, war in der Gesellschaft sanft und umgänglich: Er teilte seine Zuneigung mit seiner Frau und seinen Kindern und machte sie alle glücklich.“

## Ehe und Nachkommen
1723 heiratete Estenduère Marie Olive Gaillard, Witwe von Monsieur Descoyeux, einem Schiffskapitän, und Tochter von Monsieur Gaillard, einem Marinekommissar im Département Rochefort. Aus dieser Verbindung gingen zwei Kinder hervor:
- der bereits erwähnte Sohn, François des Herbiers (1726–1749), der unverheiratet vor seinem Vater starb;
- eine Tochter, Marie Olive des Herbiers de L’Estenduère. Letztere heiratete 1740 Charles des Herbiers, Herrn von La Raslière, ihren Cousin und Schützling ihres Vaters, der 1751 starb. 1753 heiratete sie Gaspard Cochon-Dupuy, Gutsherr, königlicher Rat, Regent der Pariser Fakultät und Direktor der Marinemedizinischen Schule in Rochefort, Sohn von Jean Cochon-Dupuy. Aus der ersten Ehe gingen drei Söhne hervor:
- der erste starb 1770 im Alter von 23 Jahren in Rochefort;
- der zweite war Antoine-Augustin Desherbiers, Marquis de l’Estenduère, Ritter des Malteserordens und General der Infanterie;
- der dritte war Charles-César Séraphin de l’Estenduère, Ritter des Malteserordens und Leutnant der Marine.